# Djoze

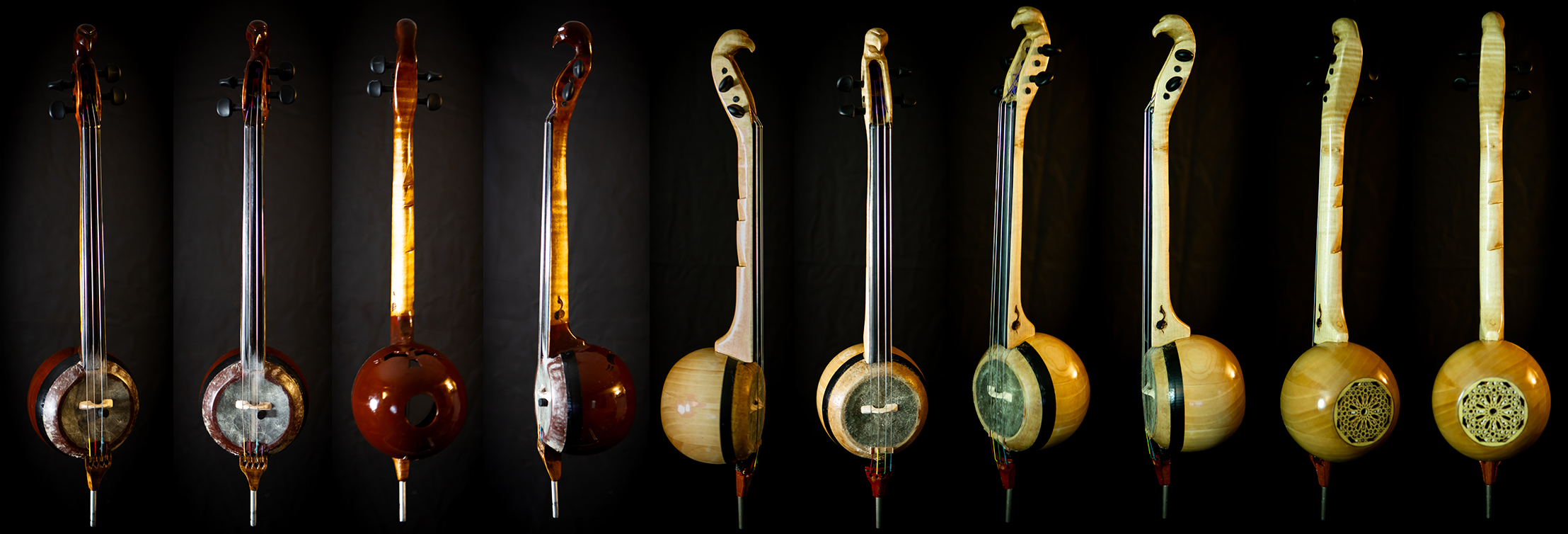
Djozes, die Bassem Hawar baute

Djoze, auch djoza oder djosa, bezeichnet eine viersaitige, mit dem Bogen gestrichene Spießgeige mit einem runden Resonanzkörper und einer Decke aus Tierhaut, die aus dem Irak bekannt ist. 

## Merkmale und Aufbau des Instruments
Nach der Hornbostel-Sachs-Systematik handelt es sich um ein zusammengesetztes lautenartiges Chordophon, mit einem Hals, der an einem nach außen gewölbten Resonator befestigt ist, ohne ihn zu durchdringen. Der Ton wird durch Anschlagen der Saiten mit einem Streichbogen erzeugt.
Das Musikinstrument besteht aus Holz, Metall, ledriger Tierhaut und Metallsaiten. Es misst etwa 40 cm. Es hat vier Saiten – im Unterschied zur Rabāb, die zwei bis drei hat – und ist mit einer Membran und einem Hals versehen. Der Resonanzboden war früher aus der Schale einer Kokosnuss gefertigt (das arabische Wort Djoze bedeutet „Nuss“), heute wird das Instrument meist aus anderen Hölzern hergestellt. Die Öffnung wird mit einer Fischhaut oder einer Rinderherzmembran verschlossen. Eine verbreitete Stimmung ist G d g d‘.

## Verbreitung und Funktion
Die Spießfidel Djoze ist traditionell nur im Irak verbreitet. Sie wurde von Interpreten aller Geschlechter hauptsächlich gespielt, um Lieder und Tänze melodisch zu begleiten. Das Instrument ist verwandt mit der Rabāb und mit der Kamantsche (u. a. aus der Musik des Iran und Aserbaidschans) und der Kabak-Kemane (aus Volkmusiktraditionen der Türkei).

## Weiterentwicklung
Bassem Hawar entwickelte die Djoze weiter, so dass sie für verschiedene Formen von Musik unterschiedlicher Herkunft geeignet und jenseits der traditionellen Verwendung einsetzbar ist. Nach seinem Entwurf werden heute im Irak Instrumente als „Bassems Djoze“ gebaut.